# Nádor György (filozófus)
Nádor György (külföldön: Georg Nádor, Georg Nador; Győr, 1920. április 23. – Hillingdon, London, 1999. január 24.) filozófus, irodalomtörténész, esztéta, vallástörténész, egyetemi tanár. A filozófia tudományok kandidátusa.

## Élete, munkássága
Gimnáziumi tanulmányai után a Pázmány Péter Tudományegyetemen filozófiát tanult, és 1943-ban szerezte meg doktori fokozatát. Filozófiai és vallástörténeti tanulmányokat folytatott. Ezzel párhuzamosan zsidó vallástant is tanult a budapesti rabbiképzőben. A II. világháború után a marxizmus befolyása alá került. A Magyar Tudományos Akadémia filozófiai bizottságának titkára volt. 1949-től 1958-ig docensként az Eötvös Loránd Tudományegyetem filozófia szakán tanított. Dogmatikus marxisták részéről heves bírálatok érték Feuerbachról írott könyvét (Feuerbach filozófiája, 1951) és éles kritikát kaptak egyéb írásai is. 1957-től a Gyermeklélektani Intézetben dolgozott tudományos kutatóként. 1964-ben elhagyta Magyarországot és Heidelbergben élt. 1964–1968 között a Heidelbergi Egyetemen volt előadó. 1968-ban Londonba költözött. Zsidó vallási kérdésekkel és kultúrtörténettel foglalkozott. Külföldön német nyelven publikált.
Felesége Szebeni Veronika volt, 1946-ban házasodtak össze.

## Művei
- Neumann (Nádor) György: A Nyilaskereszt árnyékában, Kolozsvár, Minerva, 1945. Újra kiadva: Nádor György: A nyilaskereszt árnyékában - A nyilasterror áldozatainak emlékére, Budapest, Könyv Népe Kiadó Kft., 2021
- Feuerbach filozófiája, Akadémiai Kiadó, Budapest, 1951
- A természettörvény fogalmának kialakulása, Akadémiai Kiadó, Budapest, 1957
- Jüdische Rätsel aus Talmud und Midrasch (’Titkok a Talmudban és Midrásban’), Jakob Hegner Verlag, 1967
- Ein Spruch Hillels (’Egy Hillel mondás’), London–Heidelberg, 1974
- Die Logik des Talmud (’A logika és a Talmud’), London, 1982

## Cikkei, rövidebb írásai
- Filozófiai évkönyv, Akadémiai Kiadó, Budapest, 1952, I. évfolyam, benne Napjaink szofisztikája. Az imperialista korszak hamis burzsoá gondolkodásának logikai elemzéséhez, valamint Nádor György: Molnár Erik: A történelmi materializmus ideológiai előzményei című írásai
- Az Eötvös Loránd Tudományegyetem Bölcsészettudományi Karának Évkönyve az 1952-53. évre, Tankönyvkiadó Vállalat, Budapest, 1953, benne Nádor György: A szellemtörténeti reakció térhódítása a burzsoá tudomány-történetben
- Természet és Társadalom 1954. július, A Társadalom- és Természettudományi Ismeretterjesztő Társulat havi folyóirata – Új sorozat, CXIII. évfolyam 7. szám, Lapkiadó Vállalat, Budapest, 1954, benne Nádor György: Feuerbach
- Lukács György-Hermann István-Szabó Imre-Fogarasi Béla-Nádor György-...: Hegel-emlékkönyv, Akadémiai Kiadó, Budapest, 1957, benne Nádor György: Hegel és Spinoza racionalizmusa. Adalék a racionalizmus jelenkori problematikájához.
- (Több szerző, szerk.: Kardos Tibor): Renaissance tanulmányok, Akadémiai Kiadó, Budapest, 1957, benne Nádor György: Leonardo és a természettörvény című írása
- Antik tanulmányok 1958/3-4. – Studia Antiqua V. kötet 3-4. szám, Akadémiai Kiadó, Budapest, 1958, benne Nádor György: Egy sajátos aforizmatípus szerkezetéről és antik előzményeiről
- Antik tanulmányok 1960/1-2. – Studia Antiqua VII. kötet 1-2. szám, Akadémiai Kiadó, Budapest, 1960, benne Nádor György: Az analógia Platonnal
- Antik tanulmányok 1961/1-4. – Studia Antiqua VIII. kötet 1-4. szám, Akadémiai Kiadó, Budapest, 1961, benne Nádor György: Hérakleitosi gondolkodásforma Descartes művében
- Ein Spruch Hillels, Northwood, Bina Publication, 1974
- (Több szerző): A megújulás útján 1-2., Európai Protestáns Magyar Szabadegyetem, Bern, 1976, az első kötetben Nádor György: A megújulás és újjászületés eszméje a zsidó teológiában
- Zur Philosophie des jüdischen Witzes, Bina Publication, Northwood, 1975
- Altjüdische Volkssprüche, Bina Publication, Northwood, 1975
- Dionysische Feste am Jüdischen Boden, Bina Publication, Northwood, 1979
- Spinoza, Kabbala, Gnosis: Schneur Zalman in Zusamenhang Gesetzt, Bina Publication, Northwood, 1976
- Kabbala und Eros, Bina Publication, Northwood, 1990
- Forschungen über die Pessach-Haggadah, Bina Publication, Northwood, 1992
- Die Jüdische Fabel im Altertum. Analyse einer literarischen Form, Bina Publication, Northwood, 1994
- Zweihundert hebräische Fabeln des Altertums. Aus alten Quellen Zum erstenmal ans Licht Gebracht, Bina Publication, Northwood, 1995
- Die Konzeption einer allgemeingültigen Ethik im Judentum der Antike, Bina Publication, Northwood, 1995
- Baruch Spinoza: Seine Inspirationen und seine Quellen, Bina Publication, Northwood, 1996
- Logik und Erkenntnislehre des Talmuds, Bina Publication, Northwood, 1998
- Zur Frühgeschichte des Jüdischen Gesetzes, Bina Publication, Northwood, 2000
- Berühmte Meister der Kabbala, Bina Publication, Northwood,  2002
- Jüdische Riten und Zeremonien: Eine kulturhistorische Analyse, Bina Publication, Northwood, 2004

## Szerkesztésében megjelent könyvek
- Ludwig Feuerbach: Válogatott valláskritikai írások, Filozófiai kiskönyvtár 3., Művelt Nép Könyvkiadó, Budapest, 1953, fordította: Hermann István, Szemere Samu, Heller Ágnes, Makai Mária
- Spinoza: Teológiai-politikai tanulmány, Filozófiai írók tára 7., Akadémiai Kiadó, Budapest, 1953, fordította: Szemere Samu
- Spinoza: Spinoza válogatott művei, Művelt Nép Könyvkiadó, Budapest, 1953, fordította: Szemere Samu
- (szerk. Zrinszky Lászlónéval): A tudománytörténet kérdései – Cikkgyűjtemény, Akadémiai Kiadó, Budapest, 1954
- Spinoza:[9] Politikai tanulmány és levelezés – Maximilien Lucas és Johannes Colerus Spinoza életrajzaival, Akadémiai Kiadó, Budapest, 1957, fordította: Szemere Samu
- (szerk. Kenessey Bélával) Spinoza műhelyében – Szemelvények, fordította: Szemere Samu, Gondolat Könyvkiadó, Budapest, 1963
- Descartes, René: Válogatott filozófiai művek, ford. Szemere Samu, Rozsnyai Ervin bevezető tanulmányával és Nádor György jegyzeteivel, Akadémiai Kiadó, Budapest, 1961